# Catedral (Assunção)

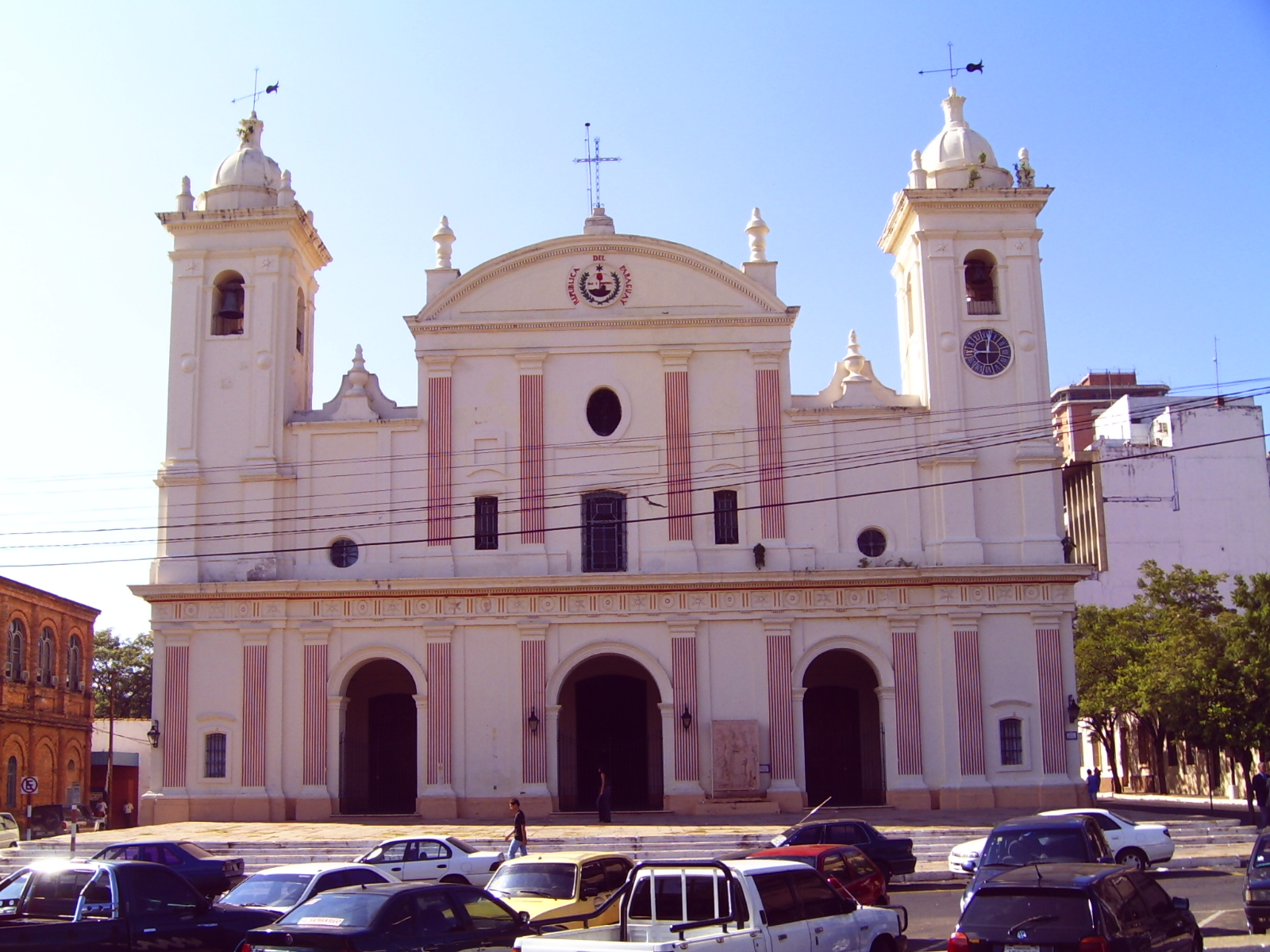
Catedral de Assunção

La Catedral é um bairro (bairro) de Assunção, capital do Paraguai. Tem uma população de 3.676 habitantes e está localizado próximo ao rio Paraguai e outros bairros como La Encarnación, General Díaz, San Roque e Ricardo Brugada (La Chacarita). Recebeu o nome da catedral de Assunção.
Acredita-se que após o grande incêndio que afetou Assunção em 1543, o enclave da Catedral de Assunção ainda permanece o mesmo, apesar de ter sofrido modificações em sua estrutura ao longo dos anos (a última foi em 1850 sob a presidência de Carlos Antonio López).

Este bairro abriga várias atrações turísticas, como o antigo prédio do Congresso Nacional conhecido como "Cabildo de Asunción" (que hoje funciona como um museu), a Praça da Independência, o edifício colonial dos correios, o Panteão Nacional dos Heróis (um lugar onde a maioria dos heróis nacionais estão sepultados), o Banco Nacional de Fomento (edifício neoclássico que lembra o Palácio de Buckingham em pequena escala), o Museu Casa de la Independencia e a Plaza Uruguaia.